# الطاقة في قبرص
الطاقة في قبرص تصف إنتاج، استهلاك وتصديرالطاقة والكهرباء في قبرص. سياسة الطاقة تصف سياسة قبرص فيما يتعلق بالطاقة بشكل أكثر تفصيلاً. قبرص عضو في الاتحاد الأوروبي وبلد غير عضو في منظمة التعاون الاقتصادي والتنمية.
في 11 يوليو 2011، تعطلت المحطة الرئيسية للطاقة في قبرص، والتي تنتج 60% من الكهرباء بسبب انفجار لحاويات بارود 98 المخزنة على قاعدة بحرية. محطة الطاقة بحاجة إلى إصلاحت قبل أن معاودة تشغيلها بكامل طاقتها.

## نظرة عامة
| الطاقة في قبرص                                        | الطاقة في قبرص | الطاقة في قبرص  | الطاقة في قبرص | الطاقة في قبرص | الطاقة في قبرص | الطاقة في قبرص              |
|                                                       | للفرد          | الطاقة الرئيسية | الإنتاج        | الاستيراد      | الكهرباء       | انبعاثات ثاني أكسيد الكربون |
|                                                       | بالمليون       | ت.و/س           | ت.و/س          | ت.و/س          | ت.و/س          | م.و.                        |
| ----------------------------------------------------- | -------------- | --------------- | -------------- | -------------- | -------------- | --------------------------- |
| 2004                                                  | 0.83           | 30.5            | 2.21           | 28.4           | 4.47           | 6.94                        |
| 2007                                                  | 0.79           | 28.4            | 0.81           | 33.5           | 4.65           | 7.35                        |
| 2008                                                  | 0.80           | 30.1            | 0.93           | 35.5           | 4.93           | 7.57                        |
| 2009                                                  | 0.81           | 29.2            | 0.93           | 33.8           | 5.04           | 7.46                        |
| 2012                                                  | 0.80           |                 |                |                | 4.77           | 6.93                        |
| Change 2004–2009                                      | -2.4 %         | -4.2 %          | -57.9 %        | 19.3%          | 12.8%          | 7.5 %                       |
| Mtoe = 11.63 TWh. Prim. energy includes energy losses |                |                 |                |                |                |                             |

### الغاز الطبيعي
في 16 يونيو 2014، بدأت إني الإيطالية في حفر أربع آبار في البلوكات 2,3,9 القبرصية على حدود لبنان.

## نظام الألواح الضوئية
قام برنامج الأمم المتحدة الإنمائي بتركيب نظام ألواح ضوئية بقدرة 15 ك.و. في مكاتبه بقرص. وصلت التكلفة إلى 30.000 دولار وهو حالياً متصل بالشبكة أيضاً.